# Phygadeuon vernalis
Phygadeuon vernalis là một loài tò vò trong họ Ichneumonidae.